# Jérôme Rothen
Pour les articles homonymes, voir Rothen.
Jérôme Rothen, né le 31 mars 1978 à Châtenay-Malabry (Hauts-de-Seine), est un footballeur international français, devenu consultant.
Formé au Stade Malherbe Caen, il joue trois ans en Ligue 2 entre 1997 et 2000, et fait ses débuts en Ligue 1 lors de la saison suivante au sein de l'équipe de l'ES Troyes AC. Il remporte la Coupe Intertoto en 2001 face à Newcastle FC.
En 2002, il s'engage avec l'AS Monaco sous les ordres de Didier Deschamps, il remporte la Coupe de la Ligue en 2003, avant de finir meilleur passeur de la Ligue 1. La saison suivante, il est finaliste de la Ligue des champions en 2004.
En 2004, il s'engage avec le Paris Saint-Germain, club avec lequel il remporte la Coupe de France en 2006 et la Coupe de la Ligue en 2008.
À l'été 2009, il est prêté aux Glasgow Rangers, puis il est à nouveau prêté en 2010 au MKE Ankaragücü en Turquie. Ses matchs joués en première partie de saison avec les Rangers lui permettent néanmoins de remporter le titre de champion d'Écosse en 2010.
De retour une nouvelle fois au Paris Saint-Germain, il est officiellement écarté de l'équipe professionnelle en 2010-2011. Il joue deux ans au SC Bastia, avec lequel il est champion de France de Ligue 2 en 2012 et élu meilleur joueur du championnat. En 2013, il fait son retour dans son club formateur mais sans succès.
Avec l'équipe de France, il fait ses débuts en 2003, remportant la Coupe des confédérations et participe au Championnat d'Europe en 2004.
Le milieu de terrain annonce sa retraite sportive à la fin de l'année 2013.
En 2016, il est consultant pour les chaines du groupe NextRadioTV : il commente des rencontres pour RMC Sport et intervient à la radio dans l'émission l'After Foot.
Depuis 2021, il anime sa propre émission de radio sur RMC Rothen s'enflamme.

## Biographie

### Débuts
Jérôme René Marcel Rothen naît le 31 mars 1978 à Châtenay-Malabry, de parents enseignants. Son père, ancien gardien de but en DH, est professeur de maintenance dans un lycée professionnel à Meudon et sa mère est professeur de français dans un collège à Sèvres puis directrice d'école primaire. Son grand-père maternel, qu'il considère comme l'exemple à suivre dans la famille, était semi-pro et évoluait en troisième division au poste d'attaquant puis libéro. Le petit Rothen grandit à Meudon et signe sa première licence à l'AS Meudon en 1983. Son physique, « trop frêle » selon son père, le dissuade de se frotter aux plus grands dans la surface et c'est ainsi qu'il découvre le plaisir de faire des passes décisives plutôt que de marquer. Son talent est évident et après cinq saisons, il atterrit en pupilles au FC Versailles. Durant l'été 1990, Jérôme Rothen passe un test pour entrer en sport-étude à l'INF Clairefontaine. Il fait partie des 24 reçus sur les 800 candidats avec notamment Thierry Henry, Nicolas Anelka ou encore William Gallas ; Claude Dusseau est leur formateur. Du lundi au vendredi, il se perfectionne et rentre chez lui le week-end. Avec le FC Versailles, lors du quart-de-finale en Coupe nationale des « moins de 15 ans » 1992-1993 contre le PSG, les Parisiens mènent 2-0 mais trois passes décisives de Rothen permettent à son équipe de l'emporter (3-2).
En 1998, il déclarera à Ouest-France que l'événement sportif qui l'a le plus marqué fut la victoire de l'Olympique de Marseille en Ligue des Champions en 1993 : « J'étais à l'INF Clairefontaine et nous avons fait une grosse fête avec Thierry Henry et Nicolas Anelka ».
À Clairefontaine, Monaco s'intéresse déjà à lui mais renonce devant son manque de gabarit. À sa sortie de Clairefontaine en 1994, il ne reçoit que deux offres : Martigues et Caen. Il opte pour la Basse-Normandie, plus proche de Paris, et rejoint avec 6 de ses coéquipiers de Clairefontaine le centre de formation du SM Caen, dont l'équipe première entame sa septième saison en Division 1. Au centre de formation, sa technique est appréciée mais son manque de puissance l'empêche de l'exploiter. Déclassé en amateur à 18 ans, il se retrouve en DH. C'est un gros coup derrière la tête mais il s'accroche : il prend du muscle, de la hargne, de l'assurance, de la roublardise. Lui qui envisageait un temps de devenir professeur de sport et de garder le football comme simple loisir va faire en un an un bond spectaculaire. En 1997 le SM Caen, relégué en D2, fait confiance aux jeunes : Jérôme Rothen signe enfin son premier contrat professionnel, et fait ses débuts avec l'équipe première en septembre 1997, à 19 ans. Au terme de la saison 1999-2000, il fait partie de l'équipe-type de seconde division.
Poussé par sa mère à ne pas négliger les études, Jérôme Rothen est titulaire d'un baccalauréat.

### Passage à Troyes (2000 - 2002)
En 2000, il est courtisé par le LOSC d'Halilhodžić qui propose 5 millions de francs, mais les négociations traînant, il signe à l'Espérance sportive Troyes Aube Champagne dirigée par Alain Perrin, qui se montre plus convaincant en lui expliquant que le style de jeu de Troyes lui correspondrait plus que celui de Lille. Il fait sa première apparition en Ligue 1 lors du match Marseille-Troyes (3-1) le 28 juillet 2000. Un temps observé par le Paris Saint-Germain, son équipe préférée, il ne rejoindra pas la capitale, sa clause libératoire de 3,2 M€ étant jugée trop élevée. L'entraîneur Luis Fernandez lui préfère Agostinho, et trouve que « le costume du PSG est trop grand pour Rothen », une phrase qui a longtemps meurtri ce dernier. Il remporte la Coupe Intertoto 2001 et atteint le second tour de la Coupe UEFA avec Troyes. Éliminé par Leeds, et n'ayant de ce fait plus d'objectif sportif à Troyes, il envisage un départ dès l'intersaison. Révélation de la première partie de saison, il est courtisé par les Girondins de Bordeaux puis Arsenal où Arsène Wenger lui propose de le rejoindre à la fin de la saison en juin. Mais Rothen ne souhaite pas attendre 6 mois. Il est alors contacté début janvier 2002 par le FC Nantes. Son club refusant de faire jouer sa clause libératoire de 3,2 M€, il entame un bras de fer en ne se rendant pas au stage de préparation de janvier. Les discussions s'accélèrent, le FC Nantes se met d'accord avec le joueur sur un contrat de 4 ans et demi et propose 4,1 M€, proposition qui ne convient pas au président troyen, d'autant plus que Monaco vient de se manifester. La conversation qu'a Rothen avec Didier Deschamps, jeune entraîneur de l'AS Monaco, le convainc et il signe le 10 janvier 2002 un contrat de 4 ans et demi à Monaco pour un montant de 4,57 millions d'euros, somme incluant la cession à Troyes du milieu Nicolas Bonnal pour un montant de 2 millions d'euros.

### Révélation à Monaco (2002-2004)
À l'AS Monaco, il termine vice-champion de D1 lors de la saison 2002-2003. Rothen connaît sa première sélection en équipe de France. Il participe la saison suivante au Périple Rouge et Blanc, la campagne des Monégasques en Ligue des champions qui remportent notamment le match (8-3) contre le Deportivo La Corogne (il inscrit le premier but) et échouent en finale contre le FC Porto (3-0). Lors de cette campagne européenne, il finit notamment co-meilleur passeur de la Ligue des champions, avec six passes décisives. Cependant, on retiendra souvent que Deco a fini meilleur passeur décisif de cette compétition, ce dernier ayant effectué six passes décisives en 1060 minutes, contre 1073 minutes pour Jérôme Rothen. Cette saison pleine lui permet d'être sélectionné pour l'Euro 2004 au Portugal.

### Paris Saint-Germain (2004-2010)

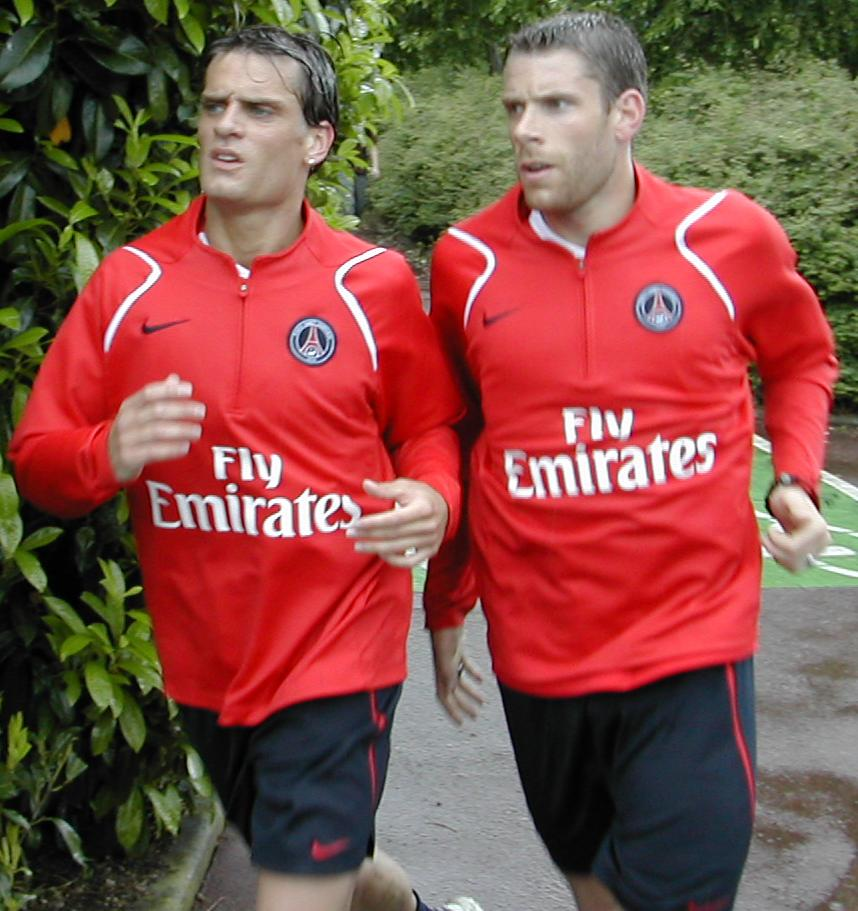
Jérôme Rothen et Sylvain Armand au Camp des Loges en mai 2007

À l'inter-saison 2004, il rejoint le Paris Saint-Germain pour une somme avoisinant les 11 millions d'euros. Le joueur déclare rêver du club de la capitale depuis l'enfance, c'est d'ailleurs pour cela qu'il a décliné des offres de grands clubs européens, notamment Chelsea, le FC Barcelone, la Juventus, l'AS Rome et Manchester United. Victime de blessures à répétition, il effectue une première saison en demi-teinte et ne dispute que 18 matchs de championnat.
La saison 2005-2006 est également décevante. Sous les ordres de Laurent Fournier puis de Guy Lacombe, il ne parvient pas à développer le jeu qui l'a rendu célèbre avec l'AS Monaco. Souvent blessé et en désaccord avec son entraîneur, il remporte toutefois la Coupe de France en finale contre l'Olympique de Marseille. C'est également durant cette saison, qu'il délivre sa première passe décisive en équipe de France, en tirant un corner qui permet à Thierry Henry d'inscrire le but de la victoire face au Costa Rica (3-2), lors d'un match amical, le 9 novembre 2005,.
Le 30 juillet 2006, il inscrit le 2 500e but du Paris Saint-Germain en compétition officielle lors du Trophée des champions, perdu aux tirs au but face à l'Olympique lyonnais.
À son retour, écarté par Guy Lacombe, il décide en décembre 2006 de simuler une blessure afin de préparer son transfert au mercato hivernal. Sur le point d'aller au Lille OSC, il choisit finalement de retarder sa signature lorsqu'il apprend le licenciement de son entraîneur
L'arrivée de Paul Le Guen en janvier 2007 le convainc de rester. Il retrouve alors son meilleur niveau et s'impose comme l'un des cadres de l'équipe. À l'issue de l'une des pires saisons de l'histoire du club, il est courtisé par plusieurs clubs dont l'Olympique lyonnais, mais décide de poursuivre avec le club parisien.

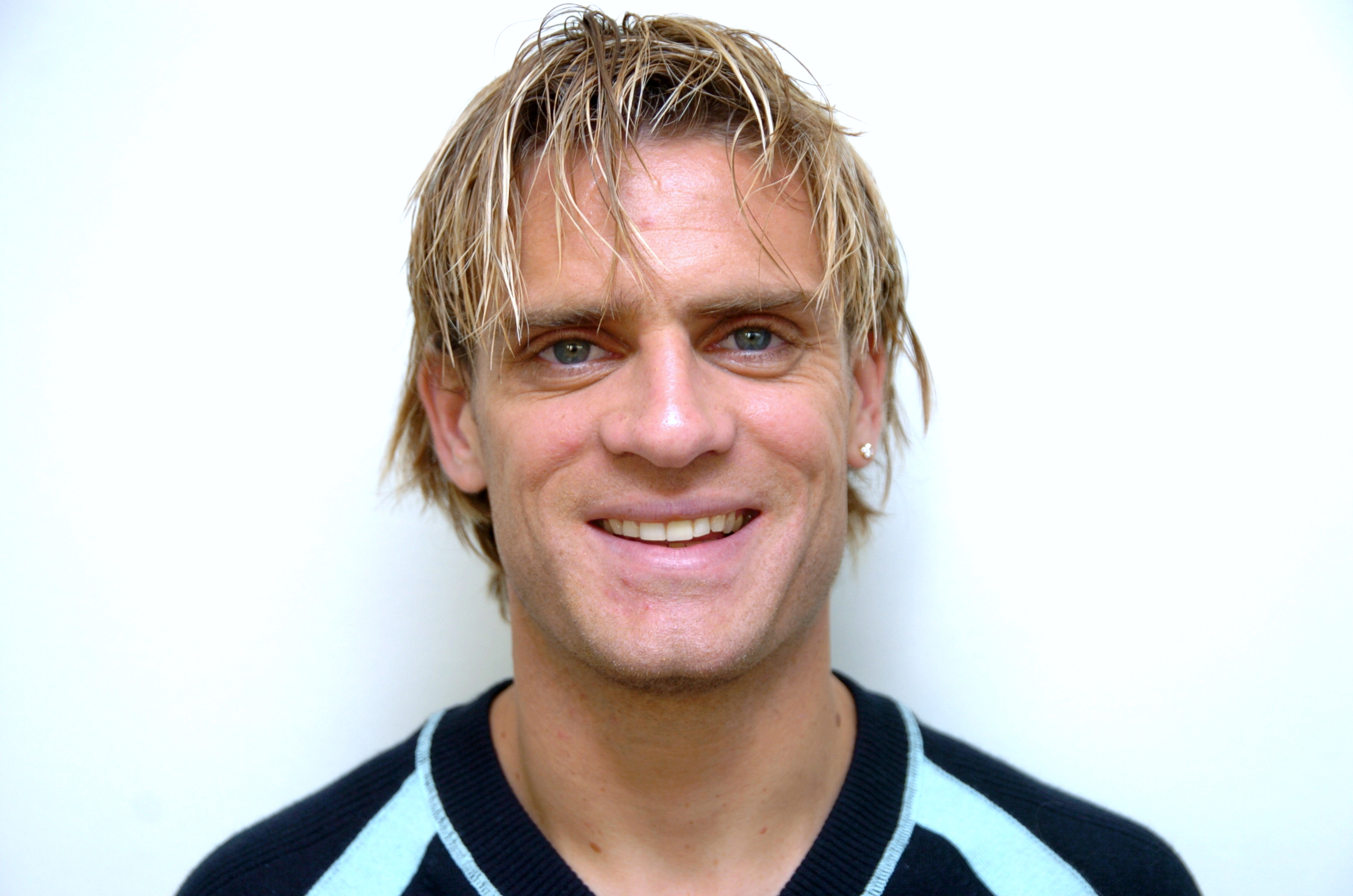
Jérôme Rothen, le 13 septembre 2007 à Paris.

Après un excellent début de saison 2007-2008, il reçoit le trophée du joueur du mois UNFP en septembre 2007 et réintègre l'équipe de France avec laquelle il marque son premier but sur coup franc le 13 octobre 2007 face aux îles Féroé.
Cependant, le PSG traverse une nouvelle saison de crise mais Jérôme Rothen, unique alternative dans le couloir gauche, s'impose comme le créateur de l'équipe.
Après une fin de saison 2008-2009 délicate sous la houlette de Paul Le Guen, il demande à ses dirigeants un départ. Pris en grippe par une partie du public parisien, il ne supporte plus la situation. Durant l'été, il a différents contacts en Espagne (Real Majorque et l'Espanyol Barcelone), en Angleterre (Blackburn Rovers), en France (OGC Nice) et en Allemagne (Schalke 04). Il s'engage finalement le 1er septembre 2009 avec les Glasgow Rangers pour un prêt d'un an avec option d'achat d'1 à 1,5 million d'euros. Il ne parvient pas à se faire une place chez les Rangers, mais ayant participé aux matchs de championnat il obtient le titre de champion de la Scottish Premiership. Avec les retours enregistrés du club écossais, Rothen est de retour dans la capitale en décembre 2009. Il est prêté une nouvelle fois par le PSG moins d'un mois plus tard au club turc d'Ankaragücü, 15e du championnat de Turquie avec lequel il retrouve un prestigieux entraîneur français : Roger Lemerre avec qui il évite la relégation.
De retour une nouvelle fois au Paris Saint-Germain, Jérôme Rothen est officiellement écarté de l'équipe professionnelle puisque l'entraîneur Antoine Kombouaré ne compte pas sur lui pour la saison 2010-2011. Cependant, alors que Jérôme Rothen est approché par plusieurs clubs, le club parisien refuse de lui verser une indemnité compensatoire et il ne peut donc pas être libéré. Antoine Kombouaré, contrairement à ses déclarations initiales, contraint Rothen à jouer et surtout s'entraîner avec la réserve du club. Après de longs mois d'indécision, le club résilie enfin le contrat du joueur en octobre 2010.
Il demeure à ce jour le neuvième meilleur passeur de l'histoire du PSG, avec 52 passes décisives délivrées en 180 matchs avec son club de toujours.

### Retour à la compétition à Bastia (2011-2013)
Le 27 mai 2011, après avoir passé sept mois sans club, Rothen tourne une nouvelle page dans sa carrière en s'engageant avec le SC Bastia pour deux ans. Le 1er mai 2012, le club corse est sacré champion de France de Ligue 2. À la suite de cette très bonne saison de la part des joueurs bastiais, Rothen reçoit le trophée UNFP du meilleur joueur de Ligue 2 et figure dans l'équipe type de Ligue 2 de la saison.
Rothen reste titulaire en Ligue 1. Le 2 mars 2013, il reçoit le premier carton rouge direct de sa carrière contre Ajaccio lors du derby corse. Le match se termine avec cinq exclusions, dont deux à Bastia qui l'emporte 1-0. Le 2 juillet 2013, alors que son rôle au sein du groupe et sa place de titulaire sont remises en question par l'entraîneur, il décide en accord avec le club de mettre fin à son contrat, afin de se rapprocher de sa famille vivant en région parisienne.

### Fin de carrière à Caen (2013)
Annoncé dans plusieurs clubs situés à proximité de la région parisienne, Jérôme Rothen trouve un accord avec le Stade Malherbe Caen, son club formateur. Il signe un contrat d'une saison, plus une supplémentaire en cas de montée en Ligue 1, l'objectif annoncé du club. Il retrouve le numéro 25, qu'il portait déjà lors de ses débuts à Caen. Dès son premier match avec Caen, il réalise sa première passe décisive sur coup franc avant de sortir sous l'ovation des supporters.
Le 22 octobre 2013, Rothen résilie son contrat avec le Stade Malherbe Caen, après avoir joué seulement 10 matchs. Il annonce au mois de décembre 2013, être en pourparlers avec le club francilien de Créteil évoluant en Ligue 2[réf. nécessaire].
Le 1er janvier 2014, Jérôme Rothen annonce officiellement la fin de sa carrière.

### Reconversion
Jérôme Rothen est consultant pour la radio RMC lors de la Coupe du monde 2010 et participe au Grand Show de Luis Fernandez.
Fin 2013, il rejoint Infosport+ et Canal+ Sport, pour participer à l'émission Les Spécialistes, parallèlement il collabore pour la radio RTL et le site internet Yahoo!. En septembre 2014, il quitte le groupe Canal pour beIN Sports. En août 2015, il retourne sur RMC et participe notamment à l'émission Luis attaque animée par Luis Fernandez.
En parallèle, il conserve une pratique sportive amateur. Le 19 janvier 2015, il s'engage avec le club du Plessis-Robinson, en Division d'honneur de Paris. Il ne joue cependant que trois matchs et le club est relégué en fin de saison. Le 2 octobre 2015, il signe au Média FC, club créé par Gilbert Brisbois et regroupant de nombreux journalistes de l'agence RMC Sport.
En juin 2016, il quitte beIN Sports pour rejoindre le pôle sport du groupe SFR Média (RMC Sport, BFM TV et RMC Sport News).
Depuis août 2016, il commente les matchs de Premier League avec Luigi Colange sur RMC Sport et participe à l'After Foot du mardi au jeudi sur RMC.
Il intervient aussi dans Team Duga présentée par Christophe Dugarry.
Le 10 juin 2019, il est écarté provisoirement de l'antenne pour avoir tenu, avec Daniel Riolo, des propos péjoratifs sur le physique de la femme qui accuse Neymar de viol.
À partir de 2019, il présente une émission éponyme sur RMC, intitulée Rothen régale et diffusée le vendredi de 18 h à 20 h en remplacement de Ici c'est Willy présentée par Willy Sagnol.
En juillet 2020, il est nommé coentraîneur du Plessis-Robinson, club de R1.
À la rentrée 2021, il quitte l'After Foot pour reprendre la tranche 18h-20h sur RMC avec une nouvelle émission appelée Rothen s'enflamme.

## Statistiques

### En club
| Saison                | Club                  | Championnat           | Championnat | Championnat | Championnat | Coupe nationale | Coupe nationale | Coupe nationale | Coupe de la Ligue | Coupe de la Ligue | Coupe de la Ligue | Supercoupe | Supercoupe | Supercoupe | Compétition(s) continentale(s) | Compétition(s) continentale(s) | Compétition(s) continentale(s) | Compétition(s) continentale(s) | Total | Total | Total |
| Saison                | Club                  | Division              | M.          | B.          | P.d.        | M.              | B.              | P.d.            | M.                | B.                | P.d.              | M.         | B.         | P.d.       | Comp.                          | M.                             | B.                             | P.d.                           | M.    | B.    | P.d.  |
| 1997-1998             | SM Caen               | Division 2            | 23          | 3           | 0           | 3               | 0               | 0               | -                 | -                 | -                 | -          | -          | -          | -                              | -                              | -                              | -                              | 26    | 3     | 0     |
| 1998-1999             | SM Caen               | Division 2            | 37          | 5           | 0           | -               | -               | -               | 2                 | 0                 | 0                 | -          | -          | -          | -                              | -                              | -                              | -                              | 39    | 5     | 0     |
| 1999-2000             | SM Caen               | Division 2            | 38          | 3           | 0           | -               | -               | -               | 1                 | 0                 | 0                 | -          | -          | -          | -                              | -                              | -                              | -                              | 39    | 3     | 0     |
| Sous-total            | Sous-total            | Sous-total            | 98          | 11          | 0           | 3               | 0               | 0               | 3                 | 0                 | 0                 | -          | -          | -          | -                              | -                              | -                              | -                              | 104   | 11    | 0     |
| 2000-2001             | ES Troyes AC          | Division 1            | 30          | 4           | 6           | 5               | 0               | 0               | 3                 | 0                 | 0                 | -          | -          | -          | -                              | -                              | -                              | -                              | 38    | 4     | 6     |
| 2001-2002             | ES Troyes AC          | Division 1            | 16          | 0           | 2           | 1               | 0               | 0               | 1                 | 0                 | 0                 | -          | -          | -          | CI+C3                          | 8+4                            | 1+1                            | 0+2                            | 30    | 2     | 4     |
| Sous-total            | Sous-total            | Sous-total            | 46          | 4           | 8           | 6               | 0               | 0               | 4                 | 0                 | 0                 | -          | -          | -          | -                              | 12                             | 2                              | 2                              | 68    | 6     | 10    |
| 2001-2002             | AS Monaco             | Division 1            | 11          | 1           | 0           | 3               | 0               | 0               | 1                 | 0                 | 0                 | -          | -          | -          | -                              | -                              | -                              | -                              | 15    | 1     | 0     |
| 2002-2003             | AS Monaco             | Ligue 1               | 37          | 4           | 18          | 1               | 0               | 0               | 4                 | 0                 | 0                 | -          | -          | -          | -                              | -                              | -                              | -                              | 42    | 4     | 18    |
| 2003-2004             | AS Monaco             | Ligue 1               | 34          | 0           | 9           | 3               | 0               | 1               | -                 | -                 | -                 | -          | -          | -          | C1                             | 12                             | 1                              | 6                              | 49    | 1     | 16    |
| Sous-total            | Sous-total            | Sous-total            | 82          | 5           | 27          | 7               | 0               | 1               | 5                 | 0                 | 0                 | -          | -          | -          | -                              | 12                             | 1                              | 6                              | 106   | 6     | 34    |
| 2004-2005             | Paris Saint-Germain   | Ligue 1               | 18          | 1           | 4           | 1               | 0               | 0               | -                 | -                 | -                 | 1          | 0          | 0          | C1                             | 2                              | 0                              | 0                              | 22    | 1     | 4     |
| 2005-2006             | Paris Saint-Germain   | Ligue 1               | 28          | 1           | 6           | 4               | 0               | 0               | 1                 | 0                 | 0                 | -          | -          | -          | -                              | -                              | -                              | -                              | 33    | 1     | 6     |
| 2006-2007             | Paris Saint-Germain   | Ligue 1               | 27          | 2           | 8           | 3               | 0               | 0               | 1                 | 0                 | 0                 | 1          | 1          | 0          | C3                             | 4                              | 0                              | 0                              | 36    | 3     | 8     |
| 2007-2008             | Paris Saint-Germain   | Ligue 1               | 32          | 3           | 9           | 3               | 0               | 0               | 5                 | 1                 | 0                 | -          | -          | -          | -                              | -                              | -                              | -                              | 40    | 4     | 9     |
| 2008-2009             | Paris Saint-Germain   | Ligue 1               | 34          | 3           | 9           | 2               | 0               | 1               | 3                 | 0                 | 1                 | -          | -          | -          | C3                             | 10                             | 1                              | 2                              | 49    | 4     | 13    |
| Sous-total            | Sous-total            | Sous-total            | 139         | 10          | 36          | 13              | 0               | 1               | 10                | 1                 | 1                 | 2          | 1          | 0          | -                              | 16                             | 1                              | 2                              | 180   | 13    | 40    |
| 2009-2010             | Rangers FC (prêt)     | SPL                   | 4           | 0           | 0           | 1               | 0               | 0               | -                 | -                 | -                 | -          | -          | -          | C1                             | 3                              | 0                              | 1                              | 8     | 0     | 1     |
| Sous-total            | Sous-total            | Sous-total            | 4           | 0           | 0           | 1               | 0               | 0               | -                 | -                 | -                 | -          | -          | -          | -                              | 3                              | 0                              | 1                              | 8     | 0     | 1     |
| 2009-2010             | Ankaragücü (prêt)     | Süper Lig             | 12          | 0           | 0           | -               | -               | -               | -                 | -                 | -                 | -          | -          | -          | -                              | -                              | -                              | -                              | 12    | 0     | 0     |
| Sous-total            | Sous-total            | Sous-total            | 12          | 0           | 0           | -               | -               | -               | -                 | -                 | -                 | -          | -          | -          | -                              | -                              | -                              | -                              | 12    | 0     | 0     |
| 2011-2012             | SC Bastia             | Ligue 2               | 32          | 4           | 8           | 2               | 1               | 0               | 1                 | 0                 | 0                 | -          | -          | -          | -                              | -                              | -                              | -                              | 35    | 5     | 8     |
| 2012-2013             | SC Bastia             | Ligue 1               | 28          | 3           | 9           | -               | -               | -               | 2                 | 0                 | 1                 | -          | -          | -          | -                              | -                              | -                              | -                              | 30    | 3     | 10    |
| Sous-total            | Sous-total            | Sous-total            | 60          | 7           | 17          | 2               | 1               | 0               | 3                 | 0                 | 1                 | -          | -          | -          | -                              | -                              | -                              | -                              | 65    | 8     | 18    |
| 2013-2014             | SM Caen               | Ligue 2               | 8           | 1           | 2           | -               | -               | -               | 2                 | 0                 | 0                 | -          | -          | -          | -                              | -                              | -                              | -                              | 10    | 1     | 2     |
| Sous-total            | Sous-total            | Sous-total            | 8           | 1           | 2           | -               | -               | -               | 2                 | 0                 | 0                 | -          | -          | -          | -                              | -                              | -                              | -                              | 10    | 1     | 2     |
| Total sur la carrière | Total sur la carrière | Total sur la carrière | 449         | 38          | 90          | 32              | 1               | 2               | 27                | 1                 | 2                 | 2          | 1          | 0          | -                              | 43                             | 4                              | 11                             | 553   | 45    | 105   |

### Matchs internationaux
| Matchs internationaux de Jérôme Rothen | Matchs internationaux de Jérôme Rothen | Matchs internationaux de Jérôme Rothen         | Matchs internationaux de Jérôme Rothen | Matchs internationaux de Jérôme Rothen | Matchs internationaux de Jérôme Rothen     | Matchs internationaux de Jérôme Rothen                             |
| #                                      | Date                                   | Lieu                                           | Adversaire                             | Résultat                               | Compétition                                | Notes                                                              |
| -------------------------------------- | -------------------------------------- | ---------------------------------------------- | -------------------------------------- | -------------------------------------- | ------------------------------------------ | ------------------------------------------------------------------ |
| 1                                      | 29 mars 2003                           | Stade Bollaert-Delelis, Lens, France           | Malte                                  | V 6 - 0                                | Éliminatoires du Championnat d'Europe 2004 | Entre en jeu à la place de Thierry Henry à la 81e minute de jeu.   |
| 2                                      | 30 avril 2003                          | Stade de France, Saint-Denis, France           | Égypte                                 | V 5 - 0                                | Match amical                               | Entre en jeu à la place de Robert Pirès à la 65e minute de jeu.    |
| 3                                      | 20 juin 2003                           | Stade Geoffroy-Guichard, Saint-Étienne, France | Japon                                  | V 2 - 1                                | Coupe des confédérations 2003              | Titulaire.                                                         |
| 4                                      | 18 février 2004                        | Stade Roi Baudouin, Bruxelles, Belgique        | Belgique                               | V 0 - 2                                | Match amical                               | Entre en jeu à la place de Patrick Vieira à la 62e minute de jeu.  |
| 5                                      | 25 juin 2004                           | Estádio José Alvalade XXI, Lisbonne, Portugal  | Grèce                                  | D 0 - 1                                | Championnat d'Europe 2004                  | Entre en jeu à la place de Robert Pirès à la 79e minute de jeu.    |
| 6                                      | 18 août 2004                           | Roazhon Park, Rennes, France                   | Bosnie-Herzégovine                     | N 1 - 1                                | Match amical                               | Titulaire.                                                         |
| 7                                      | 4 septembre 2004                       | Stade de France, Saint-Denis, France           | Israël                                 | N 0 - 0                                | Éliminatoires de la Coupe du monde de 2006 | Titulaire.                                                         |
| 8                                      | 31 mars 2005                           | Stade Saint-Symphorien, Metz, France           | Hongrie                                | V 2 - 1                                | Match amical                               | Titulaire.                                                         |
| 9                                      | 17 août 2005                           | Stade de la Mosson, Montpellier, France        | Côte d'Ivoire                          | V 3 - 0                                | Match amical                               | Entre en jeu à la place de Florent Malouda à la 72e minute de jeu. |
| 10                                     | 9 novembre 2005                        | Stade Pierre-Aliker, Fort-de-France, France    | Costa Rica                             | V 3 - 2                                | Match amical                               | Entre en jeu à la place de Gaël Givet à la 71e minute de jeu       |
| 11                                     | 12 novembre 2005                       | Stade de France, Saint-Denis, France           | Allemagne                              | N 0 - 0                                | Match amical                               | Entre en jeu à la place de Florent Malouda à la 70e minute de jeu. |
| 12                                     | 13 octobre 2007                        | Tórsvøllur, Tórshavn, Îles Féroé               | Îles Féroé                             | V 0 - 6                                | Éliminatoires du Championnat d'Europe 2008 | Titulaire et buteur.                                               |
| 13                                     | 16 novembre 2007                       | Stade de France, Saint-Denis, France           | Maroc                                  | N 2 - 2                                | Match amical                               | Titulaire.                                                         |

### Buts internationaux
| 0   | Date            | Lieu                             | Compétition             | Résultat | Adversaire | Détail | Détail               | Détail | Sél. |
| --- | --------------- | -------------------------------- | ----------------------- | -------- | ---------- | ------ | -------------------- | ------ | ---- |
| 1er | 13 octobre 2007 | Tórsvøllur, Torshavn, Îles Féroé | Éliminatoires Euro 2008 | V 0-6    | Îles Féroé | 66e    | c. f. du pied gauche | 0-4    | 12e  |

## Palmarès

### En club
- ES Troyes AC
  - Vainqueur de la Coupe Intertoto en 2001
- AS Monaco
  - Vainqueur de la Coupe de la Ligue en 2003
  - Finaliste de la Ligue des champions en 2004
- Paris SG
  - Vainqueur de la Coupe de France en 2006
  - Vainqueur de la Coupe de la Ligue en 2008
  - Finaliste de la Coupe de France en 2008
- Glasgow Rangers
  - Champion d'Écosse en 2010
- SC Bastia
  - Champion de France de Ligue 2 en 2012

### En équipe de France
- Vainqueur de la Coupe des Confédérations en 2003

### Distinctions individuelles
- Membre de l'équipe-type de Ligue 2 en 2000
- Meilleur passeur de Ligue 1 en 2003 (18 passes)[38]
- Membre de l'équipe-type de Ligue 1 en 2003
- Co-meilleur passeur de la Ligue des Champions en 2004 (6 passes)
- Trophée du joueur du mois de Ligue 1 UNFP en septembre 2007
- Meilleur joueur de Ligue 2 en 2012
- Trophée du joueur du mois de Ligue 2 UNFP en février 2012
- Membre de l'équipe-type de Ligue 2 en 2012